# 7963 Falcinelli
7963 Falcinelli è un asteroide della fascia principale. Scoperto nel 1995, presenta un'orbita caratterizzata da un semiasse maggiore pari a 2,5894199 UA e da un'eccentricità di 0,1795368, inclinata di 12,75468° rispetto all'eclittica.